# Myrmecina
Myrmecina là một chi ants in họ Formicidae. Chi có 46 loài distributed in North America, Europe, miền bắc Africa, India east, Korea, Japan and Australia :
- Myrmecina alpina
- Myrmecina amamiana
- Myrmecina americana
- Myrmecina atlantis
- Myrmecina australis
- Myrmecina bandarensis
- Myrmecina brevicornis
- Myrmecina butteli
- Myrmecina cacabau
- Myrmecina curtisi
- Myrmecina difficulta
- Myrmecina eruga
- Myrmecina flava
- Myrmecina graminicola
- Myrmecina guangxiensis
- Myrmecina harrisoni
- Myrmecina inaequala
- Myrmecina latreillii
- Myrmecina mandibularis
- Myrmecina melonii
- Myrmecina modesta
- Myrmecina nesaea
- Myrmecina nipponica
- Myrmecina opaciventris
- Myrmecina pilicornis
- Myrmecina polita
- Myrmecina pumila
- Myrmecina punctata
- Myrmecina rugosa
- Myrmecina ryukyuensis
- Myrmecina sauteri
- Myrmecina semipolita
- Myrmecina sicula
- Myrmecina silvalaeva
- Myrmecina silvampla
- Myrmecina silvangula
- Myrmecina silvarugosa
- Myrmecina silvatransversa
- Myrmecina striata
- Myrmecina strigis
- Myrmecina sulcata
- Myrmecina taiwana
- Myrmecina transversa
- Myrmecina undulata
- Myrmecina urbanii
- Myrmecina vidyae
- Myrmecina wesselensis